# Мехтхильда Гольштейнская
Мехтхильда Гольштейнская (нем. Mechthild von Holstein; 1220 или 1225 год — 1288, Киль) — жена датского короля Абеля, представительница гольштейнского рода Шауэнбург.

## Биография
Мехтхильда родилась в семье графа Гольштейна и Шауэнбурга Адольфа IV.
В одном из датских нотариальных документов (Dipl. Dan. II, 1, Nr. 316.) указано, что 12 мая 1260 года Мехтхильда Гольштейнская и оба её сына, Эрик и Абель Абельсены, заложили гольштейн-кильскому графу Иоганну I и гольштейн-итцехоскому графу Герхарду I свои вотчины Штапельхольм, Фрезлет, Швансен и Ярнвит. В закладной также упоминается крепость Рендсбург, полученная Мехтхильдой в качестве приданого.
Похоронена Мехтхильда в монастырской церкви в Варнхеме, в шведском Вестергётланде.

## Брак и дети
В 1237 году она вышла замуж за датского принца Абеля, ставшего королём в 1250 году и правившего до 1252 года. В этом браке у Мехтхильды родилось четверо детей:
- Вальдемар III Абельсен, герцог Шлезвига
- Эрик I Абельсон, герцог Шлезвига
- София Датская
- Абель Абельсен

После смерти короля Абеля Датского в 1252 году Мехтхильда вышла замуж вторично в Бьельбу за регента Швеции Биргера Ярла (в 1261), для которого это тоже был уже второй брак. У Биргера и Мехтхильды родилась дочь, Кристина Биргерсдоттер.